# Winthrop Graham
Winthrop Graham (Saint Elizabeth, 17 novembre 1965) è un ex ostacolista e velocista giamaicano.

## Palmarès

### Giochi olimpici
- 2 medaglie:
  - 2 argenti (Seul 1988 nella staffetta 4×400 m; Barcellona 1992 nei 400 m ostacoli)

### Mondiali
- 3 medaglie:
  - 1 argento (Tokyo 1991 nei 400 m ostacoli)
  - 2 bronzi (Tokyo 1991 nella staffetta 4×400 m; Stoccarda 1993 nei 400 m ostacoli)

### Giochi panamericani
- 1 medaglia:
  - 1 oro (Indianapolis 1987 nei 400 m ostacoli)

### Goodwill Games
- 1 medaglia:
  - 1 oro (Seattle 1990 nei 400 m ostacoli)